# Ruff 'n' Tumble
Ruff 'n' Tumble è un videogioco sparatutto per Amiga, sviluppato dal gruppo britannico Wunderkind (dei quali è l'unico prodotto) e pubblicato dalla Renegade nel 1994.

## Trama
Nel videogioco, il giocatore controlla il personaggio di Ruff Rogers, che mentre gioca con le biglie nel parco, ne perde una dentro la tana di un coniglio, e si avventura al suo inseguimento. La tana del coniglio si rivela essere un teletrasporto per un pianeta alieno.
Il pianeta, governato dallo scienziato pazzo Dr. Destiny, è popolato da eserciti di spaventosi robot chiamati Tinheads. Qui Ruff scopre che la sua collezione di biglie è stata sparpagliata per il pianeta, e decide di avventurarsi alla ricerca della sua collezione, finendo alla fine per liberare il pianeta dalla tirannia dell'esercito del Dr. Destiny.